# Liophis cursor
Liophis cursor este o specie de șerpi din genul Liophis, familia Colubridae, descrisă de Lacépède 1789. A fost clasificată de IUCN ca specie pe cale de dispariție (stare critică). Conform Catalogue of Life specia Liophis cursor nu are subspecii cunoscute.